# María Espinozová
María del Rosario Espinozová (* 27. listopadu 1987 La Brecha, stát Sinaloa) je mexická taekwondistka. Tomuto sportu se věnuje od pěti let, v juniorské reprezentaci se poprvé objevila v roce 2003. Připravuje se v armádním sportovním centru. Ve své kariéře vyhrála 105 ze 140 zápasů. Získala zlatou medaili na mistrovství světa v taekwondu 2007, Panamerických hrách 2007 a olympijských hrách 2008. Na olympiádě 2012 obsadila třetí místo a na olympiádě 2016 druhé místo. Na mistrovství světa v taekwondu 2017 vybojovala bronzovou medaili. Je jedinou sportovkyní, která získala pro Mexiko medaili na třech po sobě jdoucích olympiádách, byla vlajkonoškou mexické výpravy při zahájení OH 2012 a zakončení OH 2016.